# 青森県道153号山田鶴田線
青森県道153号山田鶴田線（あおもりけんどう153ごう やまだつるたせん）は、青森県つがる市から北津軽郡鶴田町に至る一般県道である。

## 概要
つがる市森田町山田で青森県道267号山田鰺ケ沢線から分岐し、概ね東または南東へ向かって延びる路線である。終点の手前で岩木川を渡り鶴寿公園付近で国道339号交点の終点となる。

### 路線データ
- 起点 : つがる市森田町山田[1]（青森県道267号山田鰺ヶ沢線交点）
- 終点 : 北津軽郡鶴田町[1]（国道339号交点）

## 歴史
- 1961年（昭和36年）2月10日 - 県道に認定される[1]。

## 地理

### 交差する道路
- 青森県道267号山田鰺ケ沢線（つがる市森田町山田、起点）
- 青森県道154号妙堂崎五所川原線 （北津軽郡鶴田町妙堂崎）
- 青森県道200号米山菖蒲川線 （北津軽郡鶴田町廻堰）
- 青森県道37号弘前柏線（北津軽郡鶴田町木筒）
- 国道339号（北津軽郡鶴田町鶴田、終点）

### 沿線の施設
- 六沢溜池
- 杉ノ沢溜池
- 県指定文化財トドロッポ
- 鶴田町立水元中央小学校（2020年3月末閉校）
- 廻堰郵便局
- 鶴田町歴史文化伝承館
- ゆったり温泉
- 鶴寿公園